# Preljina
Preljina es un pueblo ubicado en el municipio de Čačak, en el distrito de Moravica, Serbia.

## Superficie
Posee una superficie de 13,26 kilómetros cuadrados.

## Demografía
Según el censo de 2022 la población era de 1581 habitantes, con una densidad de población de 119,2 habitantes por kilómetro cuadrado. La población total de hombres y mujeres era de 811 y 770 respectivamente. Por edades, los grupos se conformaban de la siguiente manera: 268 los menores de edad y adolescentes (0-17 años), 945 al grupo de adultos (18-64 años) y 368 las personas de la tercera edad (mayores de 65 años).